# Перегудов, Владимир Анатольевич
Владимир Анатольевич Перегудов (род. 18 января 1974, Суджа, Курская область, РСФСР, СССР) — российский актёр театра и кино.

## Биография
Владимир Перегудов родился 18 января 1974 года в городе Суджа Курской области.
- 1993 — окончил школу-студию при Курском театре драмы им. А. С. Пушкина;
- 2002—2005 — работал в театре «Образ» в Москве;
- 2005 — основал театр-студию «Арт-Мастер»;
- 2005 — продюсер в продюсерском центре «Арт-Мастер-Эксклюзив»;
- 2006 — член гильдии актёров России;
- 2013 — окончил режиссёрский факультет Театрального института имени Бориса Щукина.

## Творчество

### Роли в театре
- «Сократ» Эдварда Радзинского — Продик
- «Любовное безумие» Ж. Ф. Реньяра — Альбер
- «До третьих петухов…» В. М. Шукшина — Мудрец, Илья Муромец
- «Средство Макропулоса» К. Чапека — Ярослав Прус

### Фильмография
- 2002 — «Воровка 2. Счастье напрокат» — санитар
- 2003 — «Антикиллер 2» — сотрудник мэрии
- 2004 — «Московская сага» — офицер НКВД
- 2004 — «Кавалеры морской звезды» — офицер ГРУ
- 2004 — «Кулагин и партнёры» — врач-гинеколог
- 2005 — «Адвокат» — депутат Сайкин
- 2005 — «Талисман любви» — инвестор
- 2005 — «Любовь моя» — сосед
- 2005 —  «Зона. Тюремный роман» — Пётр Иванович Нерадейник, старший следователь областной прокуратуры, младший советник юстиции
- 2005 — «Гении и злодеи» — Антуан Экзюпери
- 2005 — «Бумер. Фильм второй» — начальник предвыборного штаба
- 2005 — «Аэропорт» — чиновник
- 2006 — «Счастливы вместе» — доктор Чурбатов, специалист по семейным отношениям (эпизод «Психо-лохо-логия»)
- 2006 — «Клуб» — доктор Кулебякин
- 2006 — «Сыщики 5» — автолюбитель
- 2006 — «Национальное достояние» — сержант ГАИ
- 2006 — «Автономка» — специалист
- 2007 — «Солдаты-12» — Пыхтин, предприниматель, военнослужащий запаса, прибывший на военные сборы
- 2007 — «Смокинг по-рязански» — хозяин бутика
- 2010 — «Школа» — психолог, друг отца Дятлова
- 2011 — «Пыльная работа» — Семён Семёнович Сомов
- 2013 — «Умник» — Лев Леонидович, адвокат